# Чваљина
Чваљина је насељено мјесто у Босни и Херцеговини у општини Равно које административно припада Федерацији Босне и Херцеговине. Према попису становништва из 1991. у насељу је живјело 97 становника.

## Становништво
| Националност       | 1991. | 1981. | 1971. | 1961. |
| Срби               | 81    | 139   | 213   | 296   |
| Хрвати             | 15    | 26    | 46    | 48    |
| Југословени        |       | 1     |       |       |
| остали и непознато | 1     |       | 1     |       |
| Укупно             | 97    | 166   | 260   | 344   |

| Демографија | Демографија | Демографија |
| Година      | Становника  | Становника  |
| ----------- | ----------- | ----------- |
| 1961.       | 344         |             |
| 1971.       | 260         |             |
| 1981.       | 166         |             |
| 1991.       | 97          |             |

### Презимена
- Пендо[2]
- Голуб
- Батинић
- Гашић
- Акшам
- Перотић
- Пупо
- Ђурђевић